# Селіште (Біхор)
Селіште (рум. Săliște) — село у повіті Біхор в Румунії. Входить до складу комуни Спінуш.
Село розташоване на відстані 427 км на північний захід від Бухареста, 27 км на північний схід від Ораді, 113 км на північний захід від Клуж-Напоки.

## Населення
За даними перепису населення 2002 року у селі проживали 264 особи.
Національний склад населення села:
| Національність | Кількість осіб | Відсоток |
| -------------- | -------------- | -------- |
| румуни         | 199            | 75,4%    |
| угорці         | 49             | 18,6%    |
| цигани         | 16             | 6,1%     |

Рідною мовою назвали:
| Мова      | Кількість осіб | Відсоток |
| --------- | -------------- | -------- |
| румунська | 209            | 79,2%    |
| угорська  | 43             | 16,3%    |
| циганська | 12             | 4,5%     |